# El sonido de la muerte
Pour plus de détails, voir Fiche technique et Distribution.
El sonido de la muerte est un film d'épouvante espagnol réalisé par José Antonio Nieves Conde et sorti en 1966.

## Synopsis
Dans la campagne grecque, les archéologues Dr Pete Asilov et Professeur Andre font exploser de la dynamite dans une grotte de montagne abandonnée, découvrant des œufs pétrifiés dans la roche. En prenant l'un d'eux, ils ne remarquent pas qu'un autre a éclos, libérant une créature reptilienne qui disparaît. André vit dans une villa voisine avec sa nièce orpheline Maria et leur gouvernante grecque superstitieuse Calliope, qui avertit André des dangers des monstres et des esprits en colère dans la montagne, ce qu'il ignore.
Plus tard, alors qu'André étudie la moitié d'une ancienne carte qui indique que de l'or est caché dans la grotte, son associé Dorman arrive avec ses associés Stravos, son chauffeur et sa petite amie Sofia. Ils possèdent l'autre moitié de la carte qui leur indique où creuser pour trouver le trésor. D'autres indices inquiétants, comme le corps en décomposition d'une ancienne femme néandertalienne, viennent renforcer les avertissements de Calliope, mais les hommes sont déterminés à trouver le trésor. Ils découvrent les ossements d'un homme qui a probablement été enterré pour garder secret l'emplacement du trésor. Alors que Stravos enquête sur le cadavre momifié, il est tué par la créature qui s'approche sans le voir et l'achève d'un coup de griffes. Secoués par ce cri effroyable, les autres décident de retourner à la grotte pour récupérer le trésor, en mettant la mort de Stravos sur le compte de voleurs potentiels du village voisin. Ils se trompent et se font poursuivre jusqu'à la villa, où Dorman se blesse. Terrifiés par ce qui pourrait les poursuivre, ils oublient le trésor et élaborent un plan pour s'échapper. En allant chercher de l'eau pour le café, Calliope est tuée par la créature et les humains se barricadent dans la villa.
Le professeur André, déterminé à mettre sa nièce à l'abri, la confie à Pete qui partage son affection avec elle et retourne furtivement à la grotte pour la condamner. Il est attaqué, mais pas avant d'avoir fait exploser la dynamite et fermé l'entrée de la grotte. Le lendemain matin, se croyant en sécurité, le reste du groupe monte à bord de la voiture d'André et tente de partir, mais le moteur est noyé. Alors qu'ils essaient de la démarrer, la créature revient, les forçant à retourner dans la maison. Ils sont attaqués par la créature après qu'elle soit entrée dans la villa, mais André remarque une piste d'empreintes de griffes partant de la cuisine. En utilisant de la farine pour aider à traquer la créature, ils la blessent avec des hachettes et elle s'enfuit. Ils retournent à la voiture et parviennent à la démarrer, mais la créature se révèle être sur le toit de la voiture, ce qui les oblige à se garer. Dorman enflamme les réserves de carburant à l'arrière de la jeep, la détruisant ainsi que la créature dans une énorme boule de feu. La créature morte, les quatre survivants reprennent à pied le chemin de la ville.

## Fiche technique
- Titre original espagnol et français : El sonido de la muerte[1] (litt. « Le son de la mort ») ou El sonido prehistórico (litt. « Le son préhistorique »)
- Réalisateur : José Antonio Nieves Conde
- Scénario : Sam X. Abarbanel, José Antonio Nieves Conde, Gregorio Sacristan, Gregg C. Tallas
- Photographie : Manuel Berenguer
- Montage : Margarita de Ochoa (en)
- Musique : Luis de Pablo
- Décors : Gil Parrondo, Luis Pérez Espinosa
- Production : Gregorio Sacristán de Hoyos
- Sociétés de production : Zurbano Films
- Pays de production :  Espagne
- Langue originale : espagnol
- Format : Noir et blanc - 1,85:1 - Son mono - 35 mm
- Durée : 91 minutes
- Genre : film d'épouvante
- Dates de sortie :
  - Espagne : 26 août 1966

## Distribution
- James Philbrook : Dr. Pete Asilov
- Arturo Fernández Rodríguez : Pete
- Soledad Miranda : Maria
- José Bódalo : M. Dorman
- Antonio Casas : Prof. Andre
- Ingrid Pitt : Sofia Minelli[2]
- Lola Gaos : Calliope, la gouvernante
- Francisco Piquer : Stravos